# Red Hand Defenders
Els Red Hand Defenders (RDH en català, Defensors de la Mà Roja) són un grup paramilitar lleialista nord-irlandès aparegut el 1998. El seu origen és incert. Podrien ser sigui un testaferro de la Loyalist Volunteer Force i de l'Ulster Defence Association, o bé un grup format de dissidents oposats a l'Acord de Divendres Sant d'aquestes dues organitzacions. Els Orange Volunteers estarien, tal vegada, constituïts per les mateixes persones que els RDH. L'organització es troba a la Llista d'Organitzacions Terroristes Estrangeres del Departament d'Estat dels EUA, i també a la llista d'organitzacions considerades com terroristes pel govern del Canadà i pel govern del Regne Unit i fins al 2009 també es trobava a la de la Unió Europea. però ja no hi apareix el 2010.